# شترننفلس
شترننفلس (به آلمانی: Sternenfels) یک شهر در آلمان است که در انتسکرایس واقع شده‌است. شترننفلس ۲٬۸۲۴ نفر جمعیت دارد.